# Giampaolo Rugarli
Giampaolo Rugarli (Napoli, 5 dicembre 1932 – Olevano Romano, 2 dicembre 2014) è stato uno scrittore italiano.
(Pietro Citati)

## Biografia
Nacque a Napoli il 5 dicembre 1932. Suo padre, Mirko Rugarli, emiliano, era funzionario della Banca d'Italia, mentre sua madre, Rubina de Marco, era originaria della Basilicata. Aveva un fratello di tre anni più grande, Claudio, di professione medico, e una sorella minore, Anna Maria.
Frequentò la scuola elementare "Giovanni Paisiello" a Montesanto. Nel 1941 il padre venne trasferito a Milano e con lui si trasferì tutta la famiglia. 
Laureato in giurisprudenza, Giampaolo lavorò in una grande banca del Nord Italia dal 1955 fino al 1967, quando venne trasferito a Roma, dove nel 1972 diventò Direttore della sede romana dell'Istituto Cariplo.
Rientrato a Milano (dopo un breve periodo a Brescia e uno più lungo a Londra), venne messo a capo della Esattoria Civica. L'esperienza si concluse quando, dopo aver ravvisato delle gravi irregolarità, segnalò il tutto all'autorità competente. Dopo un periodo di punizione in una specie di reclusorio della banca (queste vicende sono state raccontate da R. nella Introduzione del libro Diario di un Uomo a Disagio), venne nominato capo dell'Ufficio Studi. In questa veste fondò con l'Editore Laterza e diresse, la “Rivista Milanese di Economia”, che accolse contributi di Claudio Magris, Pietro Citati, Claudio Cesa, Mario Monti e altri importanti intellettuali ed economisti.
Alla fine del 1985, raggiunti 31 anni di servizio lasciò la banca per dedicarsi unicamente alla attività di scrittore (che aveva condotto privatamente nei lustri precedenti), pubblicando oltre venti opere, tradotte in più lingue.
Con il suo romanzo d'esordio, Il superlativo assoluto, si aggiudicò il Premio Bagutta 1987 come miglior Opera Prima.
La sua seconda prova narrativa, La troga, ricevette una lodevole recensione di Leonardo Sciascia, pubblicata dal quotidiano La Stampa nel 1988.
Due anni dopo la sua morte, nel 2016, è stato istituito in sua memoria il Premio Rugarli.

## Opere
- Il superlativo assoluto, Garzanti 1987
- La troga, Adelphi 1988
- Il punto di vista del mostro, Mondadori 1989
- Diario di un uomo a disagio, Mondadori 1990
- Il nido di ghiaccio, Mondadori 1989
- L'orrore che mi hai dato, Marsilio 1990
- Andromeda e la notte, Rizzoli 1990
- Una montagna australiana, Mondadori 1992
- Per i Pesci non è un problema, Anabasi 1992
- Avventura di una bambola di pezza, Giunti 1994
- L'infinito, forse, Piemme 1995
- Il manuale del romanziere, Marsilio 1998
- Una gardenia nei capelli, Marsilio 1998
- Hortus mirabilis: i giardini incantati, con Lanfranco Radi, Pieraldo 1999
- La divina Elvira: l'ideale femminile nella vita e nell'opera di Giacomo Puccini, Marsilio 1999
- Il punto di vista del mostro, Marsilio 2000
- Ultime notizie dall'Acheronte. Immortalità dell'anima e tubo catodico, Marsilio 2000
- La viaggiatrice del tram numero 4, Marsilio 2001
- Olevano, la patria romantica. Una testimonianza, Marsilio 2003
- La luna di Malcontenta, Marsilio 2004
- I giardini incantati, Marsilio 2005
- Il buio di notte, Marsilio 2008
- Le galassie lontane, Marsilio 2010
- Un bacio e l'oblio, Marsilio 2011
- Il battello smarrito, Marsilio 2012
- Manuale di solitudine, Marsilio 2015

## Premi
- 1989 - Premio Bergamo per il romanzo La troga[6]
- 1989 - Premio Selezione Campiello per Il nido di ghiaccio[7]
- 1990 - Premio Capri per la letteratura per Andromeda e la notte[8]
- 1992 - Premio letterario Piero Chiara per Il punto di vista del mostro[9]
- 1998 - Premio Domenico Rea per Una gardenia nei capelli[10]
- 2000 - Premio speciale Giardini botanici Hambury per Hortus mirabilis[11]
- 2006 - finalista al Premio Mondello per I giardini incantati[12]